# Electrodiplectrona decipiens
Electrodiplectrona decipiens is een fossiele soort schietmot uit de familie Hydropsychidae.